# Альберто Непомусено
Альберто Непомусено (порт. Alberto Nepomuceno; 6 липня 1864, Форталеза, Сеара, Бразилія — 16 жовтня 1920, Ріо-де-Жанейро, Ріо-де-Жанейро (штат), Бразилія) — бразильський композитор, диригент, піаніст, органіст, скрипаль і педагог.

## Біографія
Син Вітора Ауґусто Непомусено і Марії Вірджинії де Олівейра Пайва. Перші уроки отримав у батька, який був скрипалем і органістом. У 1872 році переїхав зі своєю родиною в Ресіфі, де почав вчитися грати на фортеп'яно і скрипці. Навчався в Римі у Джованні Сгамбаті, потім в берлінській Консерваторії Штерна у Теодора Лешетицького (фортеп'яно), і після в Парижі у Олександра Гільмана. Дириґував концертами Товариства народної музики в Ріо-де-Жанейро. З 1895 року викладав в Національному інституті музики в Ріо-де-Жанейро, в 1902—1916 роки — директор (з перервою в 1903—1906 роках). 
Крім оперної, симфонічної та камерної музики Непомусено багато працював у вокальній царині, займався обробкою бразильських народних мелодій. У 1891 році підготував редакцію вокальних партій Національного гімну Бразилії, пізніше затверджену як офіційну версію. 
Похований на кладовищі Святого Івана Хрестителя в Ріо-де-Жанейро. 

## Твори
- опера «Електра» / Electra (1894)
- опера «Артеміда» / Artémis (1898, Ріо-де-Жанейро)
- опера «Гримаса» / O Garatuja (1904, за Жозе де Аленкаром)
- опера «Абул» / Abul (1905, Буенос-Айрес)
- «Бразильська сюїта»
- симфонічна прелюдія «Гримаса» / O Garatuja (1904)
- симфонія (1898)